# Ingemar Haraldsson
Pour les articles homonymes, voir Haraldsson.
Ingemar Haraldsson est un joueur de football suédois né le 3 février 1928 et mort le 19 mars 2004. 

## Biographie
Il est finaliste de la Coupe du monde 1958 en tant que gardien remplaçant. Il ne porte toutefois jamais le maillot de l'équipe nationale.
Avec le club d'IF Elfsborg, il est champion de Suède en 1961.

## Palmarès
- Coupe du monde
  - Finaliste en 1958

- Championnat de Suède
  - Champion en 1961